# Cristobal Tapia de Veer
Juan Cristobal Tapia de Veer (* 1973), auch Cristo, ist ein chilenischer Produzent von Filmmusik und Multiinstrumentalist aus Montreal, Kanada. Für seinen Beitrag zur Serie The White Lotus wurde er mit drei Emmy Awards ausgezeichnet.

## Leben
De Veer wurde während des Putsch in Chile 1973 geboren, auf den seine Eltern mit ihm nach Paris flüchteten. Obwohl sein Vater dort blieb, ging seine Mutter mit ihm im Laufe der 1980er-Jahre zurück. Auf Grund der anhaltenden Diktatur Pinochets wechselte die Familie den Wohnsitz erneut, in Québec ließen sie sich als politische Flüchtlinge nieder. Im dortigen Konservatorium, der Conservatoire de musique du Québec in Québec erlangte de Veer einen Master of Arts in klassischer Musik bei einer Spezialisierung auf Perkussion.

## Werk
Mit seiner Pop-Band One Ton wurde Cristo 2001 von Warner Music unter Vertrag genommen, für die Single Supersex World gewannen sie 2013 den Canadian Dance Music Award, trennten sich allerdings kurz darauf.
Mit der ebenfalls kanadischen Musikerin Jorane begann er an Filmmusik zu arbeiten, etwa für Dina – Meine Geschichte oder Kamataki und A Sunday in Kigali.
Für The Crimson Petal and the White von Marc Munden erstellte er 2011 erstmals alleine die Filmmusik, ab 2013 arbeitete er ebenfalls für Mundens Utopia, zudem die CBC-Fernsehserie Sèrie Noire und Jamaica Inn auf BBC One.
De Veer kreierte auch den Soundtrack zur 2015 veröffentlichten Science-Fiction-Serie Humans. 2016 war er an dem Film The Girl with All the Gifts und der Serie Dirk Gentlys holistische Detektei beteiligt, 2020 an der Fernsehserie Hunters.
Ab 2021 war De Veer für die Musikkomposition von The White Lotus bei der 1.–3. Staffel verantwortlich. Für seine Arbeit als Teil der Serie wurde er mit insgesamt drei Emmys ausgezeichnet. Nach einem Zerwürfnis mit Serienschöpfer Mike White verließ De Veer die Produktion nach der 3. Staffel.

## Auszeichnungen
Gewonnen
- 2013: RTS Craft & Design Award für die beste Filmmusik der Royal Television Society für Utopia
- 2016: Gèmeaux Award für den besten Score für Sèrie Noire (zweite Staffel)
- 2017: British Academy Television Award für die beste Musik für Ende einer Legende
- 2022: Society of Composers and Lyricists Award für den Soundtrack zu The White Lotus
- 2022: Primetime Emmy Award in der Kategorie Outstanding Original Main Title Theme Music für die 1. Staffel von The White Lotus
- 2022: Primetime Emmy Award in der Kategorie Outstanding Music Composition For A Limited Or Anthology Series, Movie Or Special (Original Dramatic Score) für die 1. Staffel von The White Lotus
- 2023: Primetime Emmy Award in der Kategorie Outstanding Music Composition For A Series (Original Dramatic Score) für die 2. Staffel von The White Lotus

Nominiert
- 2014: Gèmeaux Award für die beste Filmmusik und den besten Titelsong in Sèrie Noire
- 2018: Emmy für Outstanding Music Composition for a Limited Series, Movie or Special (Original Dramatic Score) für Philip K. Dick’s Electric Dreams (Episode Crazy Diamond)

## Filmografie (Auswahl)
- 2008: Mirages d’un Eldorado (Dokumentarfilm)
- 2011: Das karmesinrote Blütenblatt (The Crimson Petal and the White)
- 2013–2014: Utopia (Fernsehserie, 12 Episoden)
- 2014: Riff-Piraten (Jamaica Inn, Miniserie)
- 2014: Eladio y la puerta interdimensional (Kurzfilm)
- 2014–2016: Série Noire (Fernsehserie, 21 Episoden)
- 2015: Humans (Fernsehserie, 8 Episoden)
- 2016: The Girl with All the Gifts
- 2016: Ende einer Legende (National Treasure)
- 2016: Dirk Gentlys holistische Detektei (Dirk Gently’s Holistic Detective Agency, Fernsehserie, 8 Episoden)
- 2017: Cla’am (Kurzfilm)
- 2017: Philip K. Dick’s Electric Dreams (Fernsehserie, 2 Episoden)
- 2017: Black Mirror (Fernsehserie, eine Episode)
- 2019: Die obskuren Geschichten eines Zugreisenden (Ventajas de viajar en tren)
- 2020: Hunters (Fernsehserie, 10 Episoden)
- 2020: The Third Day (Miniserie, 4 Episoden)
- 2021–2025: The White Lotus (Fernsehserie)
- 2022: Smile – Siehst du es auch? (Smile)
- 2024: Babygirl
- 2024: Smile 2 – Siehst du es auch? (Smile 2)